# Château de Turenne (Corrèze)
Pour les articles homonymes, voir Château de Turenne (homonymie).
Le château de Turenne est situé sur le territoire de la commune de Turenne, dans le département français de la Corrèze, en France. Il était le fief de la vicomté de Turenne jusque 1738.

## Historique

### Premières mentions ducastrum
Une vicaria Torinensis est signalée au VIIe siècle.
Le castrum de Turenne apparaît pour la première fois dans les textes en 767 quand il est pris par Pépin le Bref, alors en conflit avec Waïfre, fils d'Hunald Ier, duc d'Aquitaine, qui veut se soustraire à la domination franque. Un acte de l'empereur Louis le Pieux daté de 823 indique que le castrum de Turenne avait été saisi par Pépin le Bref et confié à Immon, premier comte de Quercy. Ce document indique aussi qu'un certain Lambert dit Agan avait été donné en otage à Louis le Pieux par son père Aganus et un comte Ermenric pour maintenir la paix en Aquitaine. Les biens d'Aganus ont été saisis et son fils, Lambert Agan, a été tenu en otage pendant 50 ans avant d'être libéré au plaid de Compiègne en 823. Au même moment une charte de l'abbaye Saint-Pierre de Beaulieu-sur-Dordogne indique que le comte de Quercy, comes Cartucorum, Raoul (Rodulfus), et sa femme Aiga donnent des biens à leur fils Rodulfus et leur fille Immena qui sont entrés en religion. Raoul est en général souvent désigné comme comte de Turenne mais Louis Moréri indique qu'il était comte de Quercy, apparenté à Wicfred, comte de Bourges (mort en 838), lui-même apparenté aux Pépinides.

### Les vicomtes de Turenne
En 839 le castrum  qui était tenu par Pépin II, roi d'Aquitaine est pris par Louis Le Pieux. Les reliques de saint Martial qui se trouvaient à Limoges sont mises en sécurité dans le castrum vers 842 et en 885-895, peut-être à cause des incursions des Vikings.
Le premier qui soit qualifié de vicomte de Turenne dans un texte daté de 984, après sa mort, est Bernard (v.915-981), fils d'Adhémar de Turenne (899-945), vicomte des Échelles et abbé laïque de Tulle.
Bernard Ier de Turenne a eu une fille, Sépulcie mariée à Archambaud de Comborn. Dans le conflit avec son beau-frère vicomte d'Aubusson pour le contrôle du castrum de Turenne, au cours du combat pour s'emparer du château de Turenne, vers 957-962, le vicomte de Comborn a la jambe brisée, ce qui lui a valu le surnom de « Jambe Pourrie ». Archambaud de Comborn a réuni les vicomtés de Comborn et de Turenne. Son petit-fils, Guillaume a reçu la vicomté de Turenne, son frère Archambaud II a eu la vicomté de Comborn.
L'emplacement du premier château de Turenne a été discuté car dans un acte du cartulaire de l'abbaye d'Uzerche concernant un don fait par le vicomte de Turenne Boson Ier, en 1074, on cite un lieu appelé Vieille Turenne (montem qui vocatur Vetula Torena), qui se trouve à 1,5 km au nord-est de Turenne, au-dessus du village de Gondres. L'historiographie situe maintenant en ce lieu le château carolingien. Ce serait Archambaud « Jambe Pourrie » qui aurait déplacé le château à son emplacement actuel à la fin du Xe siècle ou son petit-fils Guillaume Ier, dans la première moitié du XIe siècle. Aucunes fouilles archéologiques ne permet d'affirmer la présence d'un "château vieux". L'hypothèse d'un second castrum, coexistant, plus modeste, servant de poste de surveillance, est aussi avancée.
Avant de partir pour la première croisade, en 1096, Raymond Ier de Turenne, fils de Boson Ier, a probablement renforcé les défenses du château. C'est sans doute le premier vicomte à frapper de la monnaie d'après Geoffroy de Vigeois. Ces pièces d'argent de faible poids n'avaient cours que dans les diocèses de Limoges, Cahors et Périgueux. Ce monnayage s'est arrêté en 1317,. Au début du XIIe siècle, le vicomte de Turenne est dans la mouvance des ducs d'Aquitaine. Celle-ci n'est cependant attestée formellement qu'à partir de 1120. Les vicomtes ont joui dans cette période d'une grande autonomie et ont pu battre monnaie. Ils ont su tirer parti des conflits entre Plantagenëts et Capétiens pour acquérir et se voir conforter des privilèges.
Pendant cette période de troubles, le château a peut-être été pris en 1188 par Richard Cœur de Lion.

### Les vicomtes de Turenne et les rois de France
En 1214, dans le conflit entre Capétiens et Plantagenêt, le vicomte Raymond IV s'est délié de la fidélité au duc d'Aquitaine pour se placer dans la mouvance du roi de France Philippe Auguste. En 1224, il participe avec d'autres barons à aider Louis VIII à ramener le duché d'Aquitaine dans la mouvance du roi de France. En 1242, il se rapproche du comte de Toulouse et participe à la révolte contre le jeune Louis IX et son frère Alphonse de Poitiers. Le château de Turenne est alors saisi et placé sous le contrôle de l'administration royale jusqu'en 1253. Le château a servi un temps de siège à la sénéchaussée créée à cette occasion pour contrôler cette partie de l'Aquitaine.
En 1251 la vicomté de Turenne est partagée entre Raymond VI et Hélie II de Rudel. Ce dernier, seigneur d'Aillac, épouse Hélix, fille de Raymond IV, et reçoit les possessions occidentales de la vicomté avec Larche, Ribérac, Salignac, Creysse, Carlux, Monfort. C'est l'origine de la branche des Pons de Bergerac se prétendant « vicomtes en partie de Turenne ». Raymond VI, neveu de Raymond IV, reçoit la moitié orientale avec Turenne, Montvalent, Saint-Céré et Curemonte. Les deux entités n'ont été de nouveau réunies qu'en 1494 avec le mariage d'Antoine de La Tour d'Olliergues, fils d'Anne Roger de Beaufort, vicomtesse de Turenne, et d'Annet IV de La Tour, seigneur d' Olliergues, avec Antoinette de Pons, dame de Montfort, fille de Guy de Pons.
La vicomté de Turenne a été vendue par Charles-Godefroy de La Tour d'Auvergne, duc de Bouillon, vicomte de Turenne, au roi Louis XV le 6 mai 1738 pour 4 200 000 livres sous la réserve que le vendeur continuerait à porter le titre de vicomte de Turenne.

## Caractéristiques
Peu de documents permettent de préciser les dates de construction des différentes parties du château et de préciser l'usage des différentes parties du château subsistantes après les destructions faites à la suite de la vente de la vicomté de Turenne au roi, en 1738, puis au rachat du château par le vicomte de Noailles.

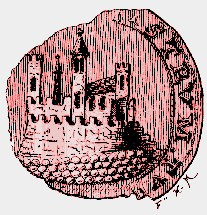
Représentation de la face ouest du château sur le sceau de Raymond IV.

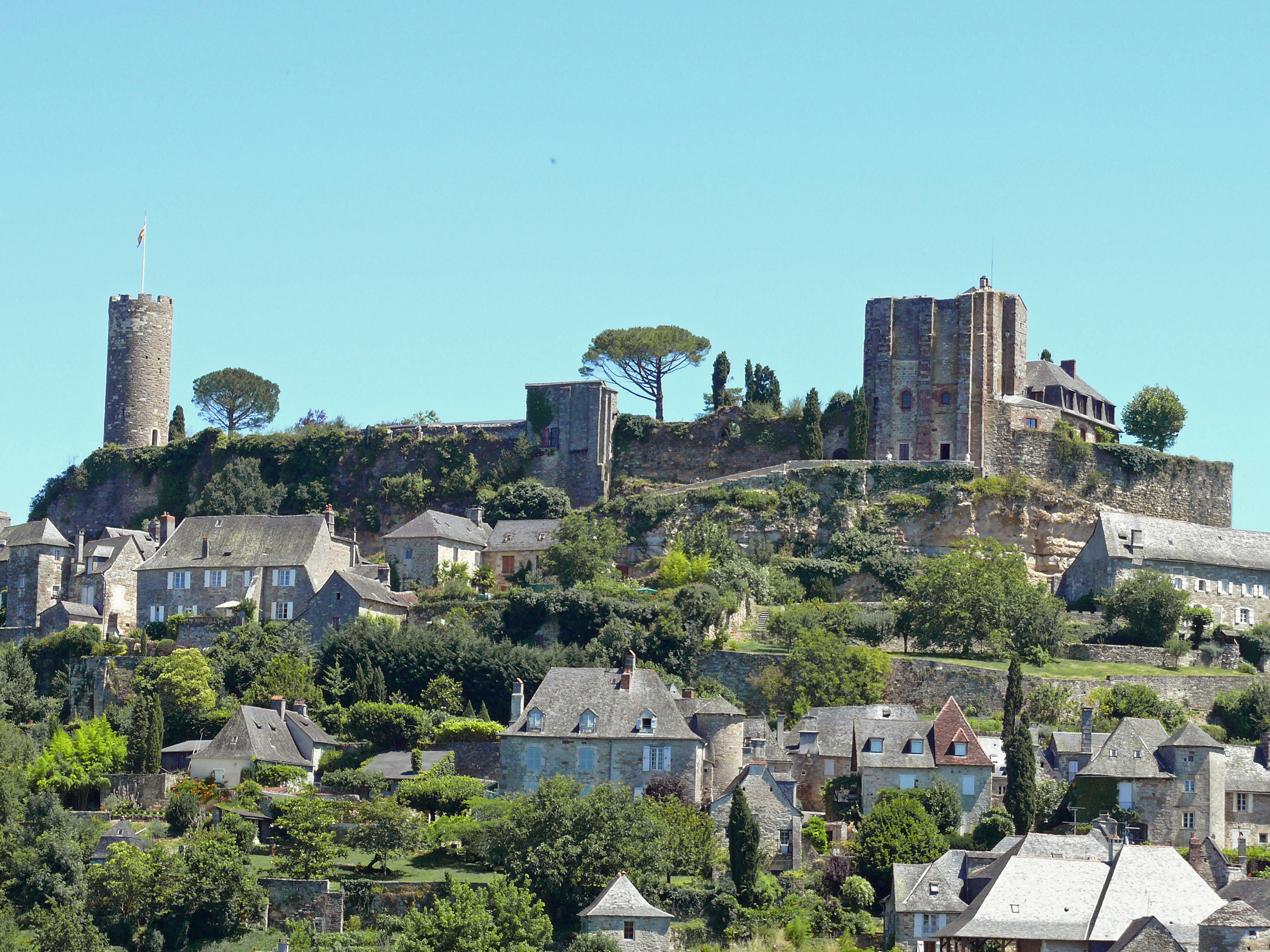
Les trois tours subsistantes de la roca castri.

De la roca castri, il ne subsiste plus que la base des remparts et trois tours : la « tour de César » au nord, la « tour du Trésor » au sud et des vestiges de la « tour de la Poudrière » qui devait surveiller l'entrée du château. L’étude du bâti, réalisée par Gilles Séraphin, permet de supposer qu’une galerie d’apparat, située à l'entrée du château, reliait la tour du Trésor à un logis, sur la face ouest. Lui aussi adossé au donjon, un autre bâtiment se tenait à l’est. 
Des autres bâtiments construits au XVIIe siècle, il ne subsiste rien. Un médaillon de vitrail, situé dans la collégiale Notre Dame et Saint-Pantaléon, apporte des indices sur le château du XVIIe siècle. Entre les tours du Trésor et de César, s'étendaient deux grand logis et des bâtiments de taille plus modeste. Ces grands logis, qui ont sans doute servi de résidence et de lieu de réception, sont évoqués dans plusieurs documents, décrivant leurs grandes pièces voûtées. Un bâtiment religieux, peut-être la chapelle Saint-Martial, est représentée à l'extrêmité sud, derrière la tour du Trésor.

### La tour de César
La « tour de César », donjon circulaire de 18 m de haut, date du XIIIe siècle. Dans l'article sur le castrum de Turenne, Christian Remy et Gilles Séraphin supposent que la forme circulaire de la tour la rapproche des constructions du domaine capétien, ce qui pourrait la rattacher à deux moments de l'histoire de la vicomté, pendant les conflits entre Plantagenêts et Capétiens, soit :
- vers 1212-1214, quand Raymond IV retourne dans la mouvance de Philippe Auguste. Par la construction de cette tour, il affirme officiellement son choix de se rallier au royaume de France.  ;
- entre 1242 et 1253, quand le château est saisi par le roi de France.

Ils penchent pour une attribution de la construction de la tour à Raymond IV. 
Ils notent qu'une tour circulaire appelée « tour de César » a été construite entre 1240 et 1250 à Allassac par Archambaud de Comborn.

### La tour du Trésor
À l'autre extrémité de la plateforme sur laquelle est construit le château, la « tour du Trésor », donjon à contreforts rectangulaire de 9,50 m par 12,50 m de côté, est daté du XIIIe siècle. Elle a un plan qu'André Châtelain appelle « donjon roman ». Celui-ci est caractéristique de l'architecture castrale du Limousin. Gilles Séraphin suppose une origine plus ancienne, peut-être une construction du XIIe siècle qui a été ensuite rhabillée en modifiant sa distribution et en lui apportant des adjonctions. La tour avait initialement trois niveaux :
- le rez-de-chaussée, qui a été réaménagé au XVIIe siècle pour servir de cuisine ;
- le premier étage est voûté d'ogives et s'élève à plus de neuf mètres. Il pourrait s'agir de la grande salle médiévale (aula en latin), qui servait de lieu de réception aux vicomtes ;
- le second étage avait une salle autrefois désignée comme la « salle des archives ». Il a été écrêté et constitue maintenant la terrasse sommitale.

Des bâtiments, aujourd'hui détruits, étaient appuyés contre les élévations est, sud et nord.

### Les enceintes
Dimitri Paloumbas-Odile a repéré les vestiges de trois, voire quatre enceintes, qui protégeaient le castrum de Turenne. L'enceinte castrale entourait la roca castri. La seconde défendait la "ville". Quant à la troisième, elle a été construite pendant les guerres de Religion, probablement durant la décennie 1570-1580 par le vicomte réformé vicomte Henri Ier de La Tour d'Auvergne, pour protéger cette nouvelle place forte protestante.

## Protection des vestiges
Les vestiges de l'édifice sont classés au titre des monuments historiques en 1840, en 1890 pour leur tour de César et leur donjon rectangulaire, connu sous le nom de tour du Trésor, et en 2015 pour les parcelles constituant le terrain d'assiette du château, avec les vestiges archéologiques qu'elles contiennent et les bâtiments qu'elles supportent.